# Robbie Williams (minissérie)
Robbie Williams é uma série documental britânica produzida pela Unscripted Division da RSA Films, e dirigida por Joe Pearlman para a Netflix.

## Produção
Em outubro de 2023, a Netflix divulgou o trailer de um documentário em quatro partes sobre Robbie Williams, dirigido por Joe Pearlman. Produzido pela RSA Films, em parceria com a RPW Productions e a ie:music, a série traz imagens inéditas e depoimentos exclusivos do próprio Williams. Asif Kapadia e Dominic Crossley-Holland atuam como produtores executivos.

## Episódios
| Temporada | Temporada | Episódios | Episódios | Originalmente lançado |
| --------- | --------- | --------- | --------- | --------------------- |
|           | 1         | 4         | 4         | 8 de novembro de 2023 |

### 1.ª temporada (2023)
| N.º | Título                              | Exibição original     |
| --- | ----------------------------------- | --------------------- |
| 1 | "Parte 1: Vamos ficar muito loucos" | 8 de novembro de 2023 |
| Após conquistar a fama com a banda Take That aos 16 anos, Robbie enfrenta seus vícios enquanto grava o álbum solo que o transforma em um grande astro.                     |                                     |                       |
| 2 | "Parte 2: Nobody Someday"           | 8 de novembro de 2023 |
| A fama e o sucesso prejudicam a vida pessoal de Robbie. Para complicar ainda mais, os paparazzi estão sempre atrás dele, afetando seus relacionamentos e sua saúde mental. |                                     |                       |
| 3 | "Parte 3: Close Encounters"         | 8 de novembro de 2023 |
| No auge de sua carreira, Robbie embarca em uma extensa turnê pela Europa, enquanto os tabloides britânicos intensificam sua perseguição.                                   |                                     |                       |
| 4 | "Parte 4: Mudança de hábitos"       | 8 de novembro de 2023 |
| Após tocar o fundo do poço, Robbie encontra redenção de maneira inesperada. Um reencontro emocionante com velhos amigos reacende sua paixão por subir ao palco.            |                                     |                       |

## Prêmios e indicações
| Ano  | Prêmio                        | Categoria                 | Indicado(s)     | Resultado |
| 2024 | 52º Emmy International Awards | Melhor Programa Artístico | Robbie Williams | Pendente  |